# Fórmula eliminatòria
Una fórmula eliminatòria, de tirar a sorts o de rifar, és una cançó infantil que permet de designar una persona, per tal que faci un cert paper (com per exemple parar), amb un semblant d'atzar, en un grup generalment constituït de joves nens.
Aquesta mena de fórmula funciona amb rimes, poemes o cançonetes.
Algunes fórmules són jocs en si, com :
- Pedra, paper, tisores
- Fet i amagar

Altres fórmules :
- Moneda enlaire
- Fer-se o jugar a palletes (quelcom)

## Quadre geogràfic
A molts països el mateix procés existeix, en els països francòfons amb plouf, plouf, als països anglòfons, amb ip dip doo, teeny, weeny, eeny, meeny, miny, mo i coconut crack, als països hispanòfons amb plom plom plom, entre els russos amb e-niki, be-niki.

## Descripció
En molts de jocs infantils s'ha de treure a sort el jugador a qui toca parar. Per a fer-ho, hi ha l'operació de comptar, que consisteix en anar assenyalant un per un els jugadors per l'orde de llur col·locació fins a arribar a la fi del comptatge, i aquell en qui recau el darrer nombre és el qui ha de parar, o bé és un dels qui no han de parar. La manera més simple de comptar és d'anar anomenant els nombres per llur ordre natural ascendent fins a una quantitat convinguda, que sol ésser 20. Però també hi ha una multitud de fórmules parlades, moltes versificades i totes dotades d'un ritme prou marcat, que es van pronunciant mentres hom assenyala un jugador a cada accent primari o secundari que es troba en la fórmula enumeratòria, i aquell en qui recau el darrer d'aquests accents, és el designat per a parar o per a ser lliure.
Hi ha una multitud d'aquestes fórmules, el DCVB n'ha recollides les següents :
- «Uni deri teri cuteri, sàcala meri bili biron; la sibina me n'és cosina, me'n renta el coll i la camisa, me'l en planxa, me'l en cús, pel dia del Bon Jesús; el Bon Jesús no em vol, porto corona de dol; Sant Pere coronera, Sant Pau porta el vestit blau» (Lledó d'Empordà)
- «Uni dori teri cuteri, seculumberi biri biron, compta'ls bé que tots hi són» (Llofriu)
- «Uni duri teri cuteri, seculumberi biri birom, compta-les bé que les dotze hi són» (Llofriu)
- «Uni dori teri cuteri seculumberi biri birom, compta'ls bé que tots hi són» (Sant Feliu de Pallerols)
- «Uni deri teri cuteri, mata la beri biri birum, compta bé com tots hi som; dotze vaques farineres menos una d'estrangera; pell de cabra pell de bou, vés-te'n tu que Déu te vol» (Rupit)
- «Dalt del cotxe n'hi ha una nina que en remena els cascavells; trenta quaranta, l'ametlla amarganta, el pinyol madur, vés-te'n tu; si no te'n vas, nero nero nero; si no te'n vas, nero nero nas» (Rupit)
- «Una rata n'hi ha al terrat, amb el cul arromangat, de color de xocolata; un, dos, tres, quatre» (Rupit)
- «Tres pomeretes n'hi han a l'hort, que en festegen, que en festegen; tres pomeretes n'hi han a l'hort, que en festegen un pebrot; quan el pebrot marxarà, la pomereta la pomereta, quan el pebrot marxarà, la pomereta se'n fondrà» (Rupit)
- «Una plata d'enciam, ben amanida amb oli i sal; si la sal no hi está bè, posa-hi pebre, sabater; sabater, té, té, posa-hi pebre, posa-hi pebre; sabater té, té, ja te la dono, sabater» (Rupit)
- «Uni dori teri cuteri, mata la beri biri biró; canta-les bé que tots hi són; dotze vaques farineres, menos una que en tragueres; pell de vaca, pell de bou, vés-te'n tu que Déu no et vol» (Vic)
- «Un do qua, quini quini deta; un do qua, quini quini da; a la font, zi zi zi zeta; Pere bona n'era bona nou, pic d'ou» (Vic)
- «Pompet de la violança, son marit n'ha anat a França, n'ha portat un cantiró per la punta del bastó per ballar la seva dona; de la piu-piu, de la niu-niu, tot ho xerra, tot ho xerra; de la piu piu, de la niu-niu, tot ho xerra, tot ho diu; un plat d'arròs, clavells i flors; un plat de fideus, clavells i peus; tu n'ets fora dels encants, quints i cants» (Vic)
- «Un dos tres quatre cinc sis set vuit nou, carrer nou, nombre nou, segon pis, nombre sis; un pintor i una pintora que pintaven Sant Josep tot verd, que pintaven Sant Lluís tot llis, que pintaven Sant Roc ben groc, que pintaven Sant Joan ben gran; fora la més xica o la més gran; Mare de Déu del Carme, feu-me afanyar força, que la nit s'acosta, el pare em vol pegar amb unes corretgetes plenes de punxetes, amb uns corretjons plens de punxons; una espasa rovellada que em travessa l'espinada; una espasa d'or que em travessa el cor» (Vic)
- «Quatre pedretes n'hi ha al carrer, jo les sé comptar molt bé, de color de xocolata: un, dos, tres, quatre» (Vic)
- «Dalt d'un pi n'hi ha un molí, n'hi ha una cabra que és molt magra; com se diu? Rossinyol; vés-te'n tu, que Déu no et vol» (Vic)
- «Pum pet, treu-te el barretet; pum i pet» (Vic)
- «Un os, petit i gros; barrabís, barrabòs» (Sant Feliu de Pallerols)
- «Una poma n'hi ha a l'hort que en festeja un pebrot; quan el sol sortirà, la pometa se fondrà» (Sant Feliu de Pallerols)
- «Una plata d'enciam, ben amanida amb oli i sal; xucli xucli un tros de pa, per qui toqui anar a amagar» (Sant Feliu de Pallerols)
- «Un pom d'or de la biribança, el meu marit n'ha vingut de França, m'ha portat un cambellot que en festeja la meva dona; li fa dur sabatetes d'or; de la piu piu, de la niu niu, sigui fora la perdiu» (Vilafranca del Penedès)
- «A dalt la muntanyeta n'hi ha un geperudet que en fa ballar la mona a dalt d'un tamboret» (Vilafranca del Penedès)
- «Fuster, fuster: quants claus has de menester per fer un galliner?» (Vilafranca del Penedès)
- «Poma midora, que en salta la torre; n'és i n'és; quina hora és? Són les onze de quinquilla, n'ha passat el picarilla; un plat d'arròs, pomes i peres, i tu, flors» (Vilafranca del Penedès)
- «Fum, xumeneia amunt trobaràs un capellà que et darà peixet i pa, una carabasseta de vi per traguitxar tot lo camí, un tall de formatge mira bé tot el viatge» (Santa Coloma de Queralt)
- «Uni dori teri cateri, bati combati, biri biron; compta les dames, que dotze en són» (Selva del Camp)
- «A la cluca d'amagar, para tu si vols jugar; un glopet d'aiguardent, sigui fora lo més pudent» (Falset)
- «Quantes pedres hi ha en aquest carrer? Jo les comptaré molt bé; n'hi ha una, n'hi ha dues, n'hi ha tres..., n'hi ha nou, sa pedreta des carrer nou, un pintor i una pintora que pintaven Sant Joan, que surti sa més gran» (Costitx)
- «Una poma hi ha dins s'hort que serveix per medecina; ja diràs a Na Tonina que En Pere Joan és mort» (Palma)
- «Portal portal està ben buit, mai s'acabarà d'omplir, quiccaraquic que no s'hagi ben pansit» (Ciutadella)

Al Rosselló Carles Grandó ha recollit aquestes:
- ''Uni, dori

teri, quateri
mata la veri
biri biron
compta'ls bé
que dotze hi són!''
Variant:
- ''Uni, duri, teri, quiteri, saco, maco, tiro, biron.

Compta'ls bé si tots hi són!''
- ''Testa,

ballesta,
el cor me diu
de prendre aquesta!''
- ''Fum,

verdum,
compta'ls bé
si tots hi són!''
- ''A la clic-clic,

qui posa el dit/ var. La clic clic hi posa el dit,
gallineta/ var. avellaneta
torradeta,
closca d'ou,
vint-i-nou,
trenta, quaranta,
la mare gargallanta,
un cabdell de fil,
mil!''
- ''Pic, pic,

xirimic,
de la mola de molic.
Quin pa fas tu?
-Jo millor que tu.
Les portes de França
s'obren i se tanquen.
Mosca, mosca vermenera,
vés a jaure a la figuera.
Foc i palla i gra d'alfè
vés-te'n tu que no vals re!''
* ''Pica murulla,
de l'ou de la polla,
quin pei(x) que nei(x).
A les portes de França
hi ha una llança
Vés-hi palla, vés-hi tu,
qui fas pas res de bo!
*El presta/sesta/cresta, ballesta/mà llesta/me llesta, el cor me diu de prendre aquesta permet de triar un jugador eliminant successivament tots els altres. Un dels participants fa el paper de menador. Tots els nens es posen en rotllana, sovint aclofats, amb un peu al centre de manera que els caps de les sabates es toquin. També diuen aquesta fórmula els minyons jugant a endevinar dins quina de les dues mans tenen una cosa amagada.
El menador comença per dir la fórmula, apuntant amb el dit dues vegades seguides cap al centre del cercle.
Tot seguit canta una cançoneta, apuntant amb el dit successivament tots els nens de la rotllana a cada temps de la cançoneta. El nen designat el darrer és eliminat, i el procés recomença amb els participants restants.
El menador fa un paper central puix que pot influir el resultat canviant la cançoneta que utilitza. Certes fórmules són justament ben conegudes pels múltiples regiraments que poden comportar.